# Melomys rubicola
Melomys rubicola foi uma espécie de roedor da família Muridae.
Era endêmica da pequena ilha de Bramble Cay, um cayo de 340 x 150 m localizado na Grande Barreira de Coral da Austrália. Desde 2007 a espécie não era avistada, o que deu início às preocupações acerca da extinção funcional.
Em junho de 2016, a espécie foi declarada extinta em um comunicado conjunto do Governo de Queensland e da Universidade de Queensland. Em fevereiro de 2019, o Governo da Austrália reconheceu oficialmente a extinção da espécie.
Provavelmente a extinção de M. rubicola aconteceu devido às alterações climáticas, tornando esta a primeiro relato de espécie de mamífero extinta do planeta por causa das mudanças climáticas causadas por atividades humanas.